# Mexico (chanson)
Pour les articles homonymes, voir Mexico (homonymie).
Mexico est une chanson extraite de l'opérette Le Chanteur de Mexico (1951), reprise dans le film adapté de l'opérette (1956). Interprétée par Luis Mariano, elle a été éditée en disque en 1952,.

## Historique
Le titre est écrit par Raymond Vincy et composé par Francis Lopez.